# Dermestes aurichalceus
Dermestes aurichalceus es una especie de escarabajo de piel del género Dermestes, tribu Dermestini, subfamilia Dermestinae. Fue descrita por Küster en 1846.

## Descripción
Mide 7,5 mm de longitud.

## Distribución y hábitat
Se distribuye por Bulgaria, España, Francia, Italia, Marruecos, Portugal, Suiza y Túnez. Especie introducida en Alemania. Frecuenta con regularidad nidos de procesionaria del pino (pinus).